# Александровка 2-я (Саратовская область)
Алекса́ндровка 2-я — деревня в Лысогорском районе Саратовской области. Входит в состав Большерельненского муниципального образования. Основана в 1908 году.

## География
Деревня находится на расстоянии примерно 13 км (по прямой) к северо-западу от посёлка городского типа Лысые Горы, административного центра района.

### Часовой пояс
Деревня Александровка 2-я, как и вся Саратовская область, находится в часовой зоне МСК+1. Смещение применяемого времени относительно UTC составляет +4:00.

## Население
| 2010 |
| ---- |
| 30   |

### Национальный состав
Согласно результатам переписи 2002 года, в национальной структуре населения русские составляли 42 % из 62 чел, азербайджанцы — 26 %.